# Kościelec (Góry Kamienne)
Kościelec (niem. Hűttenberg, cz. Čertův vrch) (802 m n.p.m.) – wzniesienie w Sudetach Środkowych, w Górach Kamiennych, w środkowej części pasma Gór Suchych.

## Położenie
Kościelec położony jest na południowy zachód od miejscowości Głuszyca, pomiędzy Ruprechtickim Szpiczakiem a Słodną. Poniżej wierzchołka, który w całości leży w Polsce, przechodzi granica państwowa z Czechami. Czeska, południowo-wschodnia część masywu znajduje się w Obszarze Chronionego Krajobrazu Broumovsko.
Kościelec zbudowany jest z permskich porfirów (trachitów), należących do północnego skrzydła niecki śródsudeckiej.
Porastają go lasy świerkowe (monokultura świerkowa), miejscami zachowały się lasy mieszane i liściaste (buczyny).

## Turystyka
Szlaki turystyczne:
- polski  zielony – z Tłumaczowa do Golińska prowadzi poniżej wierzchołka,
- czeski   niebieski – z Broumova do Meziměstía prowadzi poniżej wierzchołka po wschodniej (czeskiej) stronie